# KBabel
KBabel（ケーバベル）は gettext の PO ファイルの編集や管理を行う KDE のグラフィカルツールである。

## 概要
KBabel はドキュメントや GUI アプリケーションのテキストなどを翻訳する際に手助けとなる。更に KBabel には統合されたスペルチェック機能やカタログマネージャがあり、CVS や Subversion を使った作業を楽にする。
KBabel は KDE 3 における標準の翻訳ツールであったが、KDE 4 では Lokalize に取って代わられた。